# 大石田町議会
大石田町議会（おおいしだまちぎかい）は、山形県北村山郡大石田町の地方議会である。

## 概要
- 定数 - 10名 - 欠員1名[1]
- 任期 - 4年 - 議会解散が実施されれば任期満了前であっても議員任期は終了する。
- 前回選挙 - 2023年（令和4年）11月5日投開票[2]
- 選挙区 - 町全体を1選挙区とする大選挙区制 - 単記非移譲式
- 所在地 - 山形県北村山郡大石田町緑町1番地
- 主な役割 - 審議、議決、一般質問、同意、市政のチェック、請願や陳情の審査、意見書の提出、調査研究、行政行事出席等、充て職

## 構成

### 議長・副議長
- 議長 - 大山二郎[3]
  - 副議長 - 村形昌一

### 議会運営委員会
- 定数5名
  - 委員長 - 今野雅信
    - 副委員長 - 芳賀清
      - 委員 - 海藤義則 ･ 川崎義治 ･ 小玉勇

### 常任委員会
- 総務文教厚生常任委員会 - 定数5名
  - 委員長 - 芳賀清
    - 副委員長 - 川崎義治
      - 委員 - 今野雅信 ･ 大山二郎
- 厚生産建常任委員会 - 定数5名
  - 委員長 - 小玉勇
    - 副委員長 - 海藤義則
      - 委員 - 大野達也 ･ 遠藤和好 ･ 村形昌一
- 広報常任委員会 - 定数5名
  - 委員長 - 小玉勇
    - 副委員長 - 大野達也
      - 委員 - 遠藤和好 ･ 海藤義則 ･ 川崎義治

### 一部事務組合議会議員
- 尾花沢市大石田町環境衛生事業組合議会議員 - 大野達也 ･ 川崎義治 ･ 村形昌一 ･ 小玉勇 ･ 芳賀清
- 北村山広域行政事務組合議会議員 - 遠藤和好 ･ 今野雅信
- 北村山公立病院組合議会議員 - 海藤義則 ･ 大山二郎

### 議会選出監査委員
- 小玉勇

### 定例会
- 3月、6月、9月、12月

### 事務局
- 議会事務局 - 議会グループ

## 党派
- 無所属9人 - 2024年11月8日現在

## 議員報酬等
| 役職   | 報酬            | 政務活動費 |
| ------ | --------------- | ---------- |
| 議長   | 月額 31万0000円 | なし       |
| 副議長 | 月額 25万5000円 | なし       |
| 議員   | 月額 24万0000円 | なし       |

- 別途、年2回期末手当あり。
- 議員年金は2011年（平成23年）6月1日で廃止されている。

## その他
- 2024年（令和6年）9月13日（金曜日）午後8時30分ごろ、大石田町議会の議会事務局長が、町内豊田地内で軽トラックを運転中、巡回中の尾花沢警察署員に職務質問を受けた。その際、署員が酒の匂いに気付き、飲酒検知を実施した結果、1リットル当たり0.25mg未満の数値が検出され、酒気帯び運転で現行犯逮捕された[5]。